# 加季 (別列戈沃區)
48°19′13″N 22°38′22″E / 48.32028°N 22.63944°E
加季（烏克蘭語：Гать），是烏克蘭西部的村莊，隸屬外喀爾巴阡州的貝雷霍韋區。該村始建於1374年，面積4.15平方公里，2012年人口3,150，人口密度每平方公里752.29人。